# بونغ بونغ ماركوس
بونغ بونغ ماركوس (مواليد 13 سبتمبر 1957) هو سياسي فليبيني والرئيس الحالي والسابع عشر للفلبين. ماركوس هو أيضا وزير الزراعة، ويشغل هذا المنصب في نفس الوقت، شغل منصب عضو في مجلس الشيوخ الفلبيني من 2010 حتى 2016. وهو الابن الثاني لفرديناند ماركوس وإيميلدا ماركوس.